# Jingde
Jingde, tidigare romaniserat Tsingteh, är ett härad i Xuanchengs stad på prefekturnivå i provinsen Anhui i östra Kina.
Den kinesiske kommunistiske politiker Jiang Zemin härstammar från orten.

## Administrativ indelning
Jing är indelat i tio köpingar (zhen).

- Baidi (白地镇)
- Banshu (版书镇)
- Caijiaqiao (蔡家桥镇)
- Jingyang (旌阳镇)
- Miaoshou (庙首镇)
- Sanxi (三溪镇)
- Suncun (孙村镇)
- Xinglong (兴隆镇)
- Yucun (俞村镇)
- Yunle (云乐镇)